# Chrysonopa
Chrysonopa is een geslacht van kevers uit de familie bladkevers (Chrysomelidae).
De wetenschappelijke naam van het geslacht werd in 1908 gepubliceerd door Martin Jacoby.

## Soorten
- Chrysonopa apicalis Takizawa, 1989
- Chrysonopa nigroscutella Tan, 1988